# جيف ماركس
جيف ماركس (بالإنجليزية: Jeff Marx)‏ هو كاتب أغاني وملحن وشاعر أمريكي، ولد في 10 سبتمبر 1970 في الولايات المتحدة.

## وصلات خارجية
- جيف ماركس على موقع IMDb (الإنجليزية)
- جيف ماركس على موقع ميوزك برينز (الإنجليزية)
- جيف ماركس على موقع قاعدة بيانات برودواي على الإنترنت (الإنجليزية)
- جيف ماركس على موقع ديسكوغز (الإنجليزية)
- جيف ماركس على موقع قاعدة بيانات الفيلم (الإنجليزية)